# Wohn- und Wirtschaftsgebäude Neumooringer Straße 4
Das Wohn- und Wirtschaftsgebäude Neumooringer Straße 4 in der niedersächsischen Gemeinde Lilienthal-Worphausen im Landkreis Osterholz stammt aus der Mitte des 19. Jahrhunderts. Aktuell (2025) wird es zum Wohnen und gewerblich genutzt.
Das Gebäude steht unter Denkmalschutz (siehe auch Liste der Baudenkmale in Lilienthal).

## Geschichte und Beschreibung
Lilienthal geht auf die Gründung des Klosters Lilienthal im 13. Jahrhundert zurück. Der Ortsteil Worphausen liegt nordöstlich von Lilienthal und wurde 1764 von Jürgen Christian Findorff bei der Moorkolonisation gegründet.
Das eingeschossige giebelständige Gebäude auf Feldsteinsockel als Zweiständer-Hallenhaus in Fachwerk mit Steinausfachungen, reetgedecktem Krüppelwalmdach mit Fledermausgauben sowie Grooter Door mit Korbbogen wurde 1852 für „Harm Pein und seine Ehefrau Trine Adelheit“ (Inschrift) gebaut. Der Walm am Wohngiebel ist tiefer herabgezogen. Das Haus hat einen Flettdielengrundriss (Flett= Küche).
Das Landesdenkmalamt befand u. a.: „… typisches Hallenhaus in Zweiständerkonstruktion …“